# 征矢真一
征矢 真一（そや しんいち、1963年9月20日 - ）は、日本の実業家。元ポッカサッポロフード＆ビバレッジ代表取締役社長。

## 人物・経歴
千葉県出身。1986年に横浜国立大学経営学部経営学科卒業後、ビール好き、北海道好きだったことに加えて、不動産事業の仕事への興味が決め手となり、サッポロビール株式会社（現サッポロホールディングス）に入社。2016年サッポロホールディングス取締役、2019年常務取締役を経て2020年3月に代表取締役社長に就任した。2023年1月に同社取締役社長退任、サッポロホールディングス株式会社グループ執行役員就任。
略歴
1986年4月  サッポロビール株式会社入社
2000年9月  経理部管理会計グループリーダー
2003年7月  経営戦略部 経営管理グループリーダー
2006年10月 北海道本社戦略企画部長
2009年11月 株式会社ポッカコーポレーション取締役
2011年8月  POKKA CORPORATION(SINGAPORE)PTE.LTD.  Director
2012年3月  サッポロ飲料株式会社取締役兼経営戦略部長
2012年11月 ポッカサッポロフード＆ビバレッジ株式会社常務取締役
2013年1月  POKKA CORPORATION(SINGAPORE)PTE.LTD.  Group Chairman
POKKA CORPORATION(H.K.)LTD.  Director
2014年3月  サッポログループマネジメント株式会社取締役
2015年3月  ポッカサッポロフード＆ビバレッジ株式会社取締役常務執行役員
2016年3月  サッポロホールディングス株式会社取締役経営管理部長
2018年3月  サッポロ不動産開発株式会社取締役
2019年3月  サッポロホールディングス株式会社常務取締役
2020年3月  ポッカサッポロフード＆ビバレッジ代表取締役社長
2023年1月  サッポロホールディングス株式会社グループ執行役員